# Rakesh Varman
Rakesh Varman (* 1. Februar 1968 in Samabula) ist ein ehemaliger fidschianischer Fußballschiedsrichter.
Varman stand auf der Liste der FIFA-Schiedsrichter und wurde bei internationalen Fußballspielen eingesetzt, unter anderem in der OFC Champions League.
Bei der Ozeanienmeisterschaft 2008 leitete Varman zwei Spiele. Zudem war er als Schiedsrichter unter anderem bei der U-17-Weltmeisterschaft 2007 in Südkorea und bei den Pazifikspielen 2011 in Neukaledonien im Einsatz.